# EPost (Service)

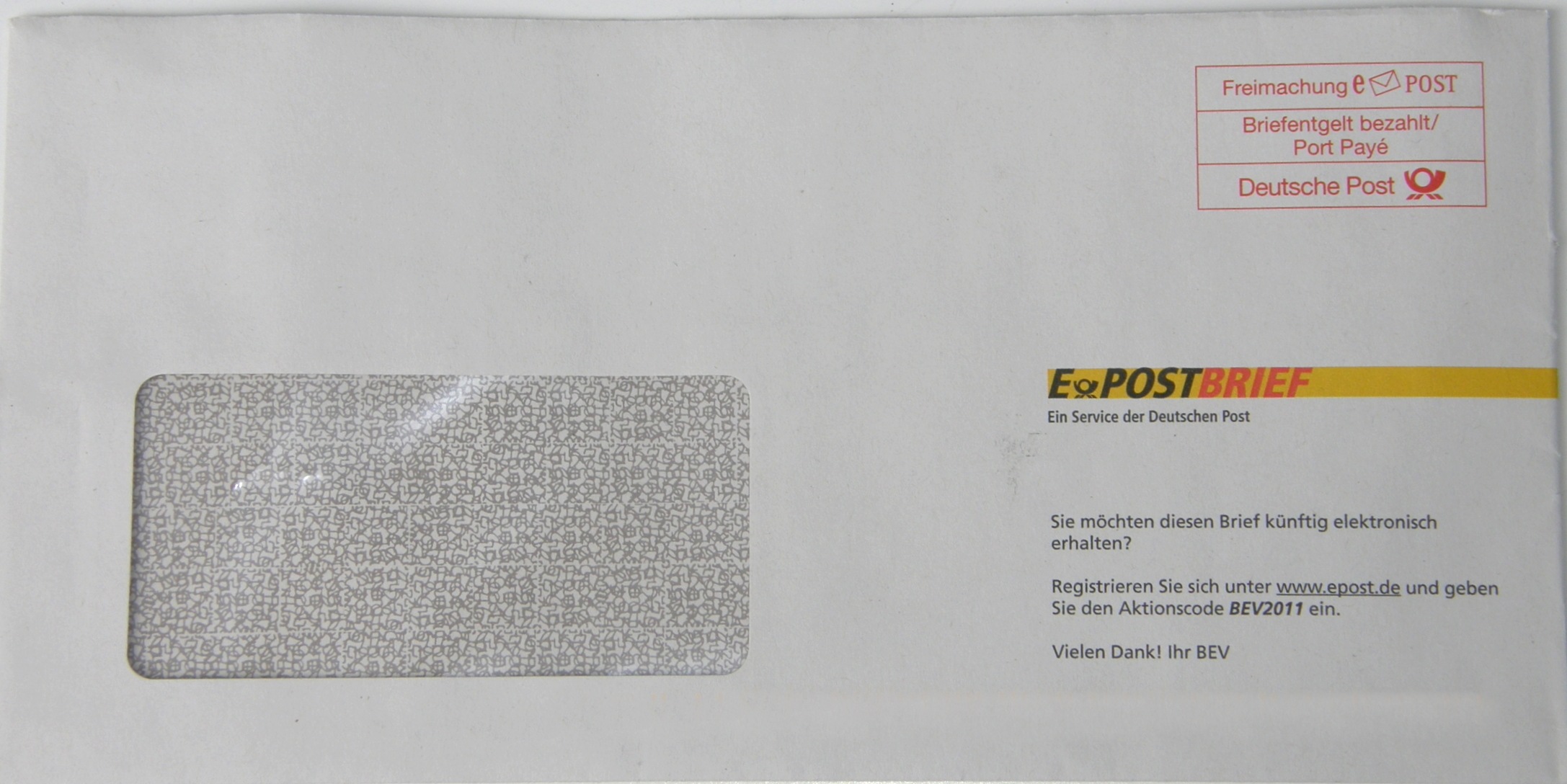
E-Postbrief-Fensterbriefumschlag

Der Markenname ePost bezeichnet die Angebote der Deutsche Post AG im Bereich elektronische und hybride Kommunikation. Die Post hat mit dem E-Postbrief, einem durch PostIdent verifizierten Verfahren, eine Konkurrenz zum De-Mail-System aufgebaut.
In der Schweiz bezeichnet ePost einen Service der Schweizerischen Post.

## Geschichte
Bis ins Jahr 2000 bezeichnete ePOST die vom Geschäftsbereich PrintCom der Deutschen Post vertriebenen hybriden Briefprodukte (elektronische Einlieferung, Druck, Kuvertierung, Frankierung und Zustellung), die seitdem ePOST CLASSIC genannt werden.
Anschließend bezeichnete der Name ePost ein E-Mail-Angebot, das im Juni 2000 eingeführt, im Februar 2005 eingestellt wurde. Die Deutsche Post AG hatte diese Marke damals vor allem damit beworben, dass die an die Kunden vergebenen E-Mail-Adressen @ePost.de eine angeblich lebenslange Gültigkeit besitzen sollten. Das Angebot erforderte eine Authentifizierung und anschließende Bestätigung per Briefpost. Dafür sollte garantiert sein, dass Namen in den E-Mail-Adressen auch echt sind. Es wurden sogar Zusatzleistungen wie Einschreiben angekündigt, die allerdings bis zur Einstellung des Dienstes nicht umgesetzt wurden. Den Kunden wurde dann ein Wechsel mit Übertragung aller gespeicherten E-Mails zu Lycos angeboten.